# Volta a Llombardia
La Volta a Llombardia (Giro di Lombardia), oficialment anomenat Il Lombardia, és una clàssica ciclista disputada anualment a la regió de Llombardia, a Itàlia. La cursa també sol començar o passar per la regió de Mendrisio, a Suïssa.
Es disputà per primer cop el 1905, amb una victòria de Giovanni Gerbi. Només se n'han cancel·lat dues edicions, el 1943 i 1944, a causa de la Segona Guerra Mundial. Com que es disputa tradicionalment a mitjans d'octubre, rep els sobrenoms de La Cursa de les Fulles que Cauen o La Clàssica d'Octubre. Va formar part de la Copa del Món de ciclisme i més tard del calendari de l'UCI ProTour.
Com és d'esperar, els italians són els grans dominadors de la prova, havent-se endut la gran majoria de victòries. Fausto Coppi és el ciclista que més vegades l'ha guanyat.
La Volta a Llombardia, junt amb la Milà-Sanremo, el Tour de Flandes, la París-Roubaix i la Lieja-Bastogne-Lieja és un dels cinc «monuments del ciclisme».

## Llista de guanyadors
| Any                                                 | Vencedor                   | Segon                       | Tercer                        |
| --------------------------------------------------- | -------------------------- | --------------------------- | ----------------------------- |
| 1905                                                | Giovanni Gerbi             | Giovanni Rossignoli         | Luigi Ganna                   |
| 1906                                                | Cesare Brambilla           | Carlo Galetti               | Luigi Ganna                   |
| 1907                                                | Gustave Garrigou           | Ernesto Azzini              | Luigi Ganna                   |
| 1908                                                | François Faber             | Luigi Ganna                 | Giovanni Gerbi                |
| 1909                                                | Giovanni Cuniolo           | Omer Beaugendre             | Louis Trousselier             |
| 1910                                                | Giovanni Micheletto        | Luigi Ganna                 | Luigi Bailo                   |
| 1911                                                | Henri Pélissier            | Giovanni Micheletto         | Cyrille Van Hauwaert          |
| 1912                                                | Carlo Oriani               | Enrico Verde                | Maurice Brocco                |
| 1913                                                | Henri Pélissier            | Maurice Brocco              | Marcel Godivier               |
| 1914                                                | Lauro Bordin               | Giuseppe Azzini             | Pierino Piacco                |
| 1915                                                | Gaetano Belloni            | Paride Ferrari              | Gaetano Caravaglia            |
| 1916                                                | Leopoldo Torricelli        | Camillo Bertarelli          | Alfredo Sivocci               |
| 1917                                                | Philippe Thys              | Henri Pélissier             | Leopoldo Torricelli           |
| 1918                                                | Gaetano Belloni            | Alfredo Sivocci             | Carlo Galetti                 |
| 1919                                                | Costante Girardengo        | Gaetano Belloni             | Heiri Suter                   |
| 1920                                                | Henri Pélissier            | Giovanni Brunero            | Gaetano Belloni               |
| 1921                                                | Costante Girardengo        | Gaetano Belloni             | Federico Gay                  |
| 1922                                                | Costante Girardengo        | Giuseppe Azzini             | Bartolomeo Aymo               |
| 1923                                                | Giovanni Brunero           | Pietro Linari               | Federico Gay                  |
| 1924                                                | Giovanni Brunero           | Costante Girardengo         | Pietro Linari                 |
| 1925                                                | Alfredo Binda              | Battista Giuntelli          | Ermanno Vallazza              |
| 1926                                                | Alfredo Binda              | Antonio Negrini             | Ermanno Vallazza              |
| 1927                                                | Alfredo Binda              | Alfonso Piccin              | Antonio Negrini               |
| 1928                                                | Gaetano Belloni            | Allegro Grandi              | Pietro Fossati                |
| 1929                                                | Pietro Fossati             | Adriano Zanaga              | Raffaele di Paco              |
| 1930                                                | Michele Mara               | Alfredo Binda               | Learco Guerra                 |
| 1931                                                | Alfredo Binda              | Michele Mara                | Giovanni Firpo                |
| 1932                                                | Antonio Negrini            | Domenico Piemontesi         | Remo Bertoni                  |
| 1933                                                | Domenico Piemontesi        | Luigi Barral                | Pietro Rimoldi                |
| 1934                                                | Learco Guerra              | Mario Cipriani              | Domenico Piemontesi           |
| 1935                                                | Enrico Mollo               | Aldo Bini                   | Gino Bartali                  |
| 1936                                                | Gino Bartali               | Diego Marabelli             | Luigi Barral                  |
| 1937                                                | Aldo Bini                  | Gino Bartali                | Aimone Landi                  |
| 1938                                                | Cino Cinelli               | Gino Bartali                | Osvaldo Bailo                 |
| 1939                                                | Gino Bartali               | Adolfo Leoni                | Salvatore Crippa              |
| 1940                                                | Gino Bartali               | Osvaldo Bailo               | Cino Cinelli                  |
| 1941                                                | Mario Ricci                | Cino Cinelli                | Severino Canavesi             |
| 1942                                                | Aldo Bini                  | Gino Bartali                | Quirino Toccacelli            |
| 1943-1944 no disputada per la Segona Guerra Mundial |                            |                             |                               |
| 1945                                                | Mario Ricci                | Aldo Bini                   | Gino Bartali                  |
| 1946                                                | Fausto Coppi               | Luigi Casola                | Michele Motta                 |
| 1947                                                | Fausto Coppi               | Gino Bartali                | Italo De Zan                  |
| 1948                                                | Fausto Coppi               | Adolfo Leoni                | Fritz Schär                   |
| 1949                                                | Fausto Coppi               | Ferdi Kübler                | Nedo Logli                    |
| 1950                                                | Renzo Soldani              | Antonio Bevilacqua          | Fausto Coppi                  |
| 1951                                                | Louison Bobet              | Giuseppe Minardi            | Fausto Coppi                  |
| 1952                                                | Giuseppe Minardi           | Nino Defilippis             | Arrigo Padovan                |
| 1953                                                | Bruno Landi                | Pino Cerami                 | Pierre Molinéris              |
| 1954                                                | Fausto Coppi               | Fiorenzo Magni              | Mino De Rossi                 |
| 1955                                                | Cleto Maule                | Alfred De Bruyne            | Angelo Conterno               |
| 1956                                                | André Darrigade            | Fausto Coppi                | Fiorenzo Magni                |
| 1957                                                | Diego Ronchini             | Bruno Monti                 | Aurelio Cestari               |
| 1958                                                | Nino Defilippis            | Miquel Poblet i Orriols     | Michel Van Aerde              |
| 1959                                                | Rik Van Looy               | Willy Vannitsen             | Miquel Poblet i Orriols       |
| 1960                                                | Émile Daems                | Diego Ronchini              | Marino Fontana                |
| 1961                                                | Vito Taccone               | Imerio Massignan            | Renzo Fontona                 |
| 1962                                                | Jo de Roo                  | Livio Trapè                 | Alcide Cerato                 |
| 1963                                                | Jo de Roo                  | Adriano Durante             | Michele Dancelli              |
| 1964                                                | Gianni Motta               | Carmine Preziosi            | Jos Hoevenaers                |
| 1965                                                | Tom Simpson                | Gerben Karstens             | Jean Stablinski               |
| 1966                                                | Felice Gimondi             | Eddy Merckx                 | Raymond Poulidor              |
| 1967                                                | Franco Bitossi             | Felice Gimondi              | Raymond Poulidor              |
| 1968                                                | Herman Van Springel        | Franco Bitossi              | Eddy Merckx                   |
| 1969                                                | Jean-Pierre Monseré        | Herman Van Springel         | Franco Bitossi                |
| 1970                                                | Franco Bitossi             | Felice Gimondi              | Gianni Motta                  |
| 1971                                                | Eddy Merckx                | Franco Bitossi              | Frans Verbeeck                |
| 1972                                                | Eddy Merckx                | Cyrille Guimard             | Felice Gimondi                |
| 1973                                                | Felice Gimondi             | Roger De Vlaeminck          | Herman Van Springel           |
| 1974                                                | Roger De Vlaeminck         | Eddy Merckx                 | Constantino Conti             |
| 1975                                                | Francesco Moser            | Enrico Paolini              | Alfredo Chinetti              |
| 1976                                                | Roger De Vlaeminck         | Bernard Thévenet            | Wladimiro Panizza             |
| 1977                                                | Gianbattista Baronchelli   | Jean-Luc Vandenbroucke      | Franco Bitossi                |
| 1978                                                | Francesco Moser            | Bernt Johansson             | Bernard Hinault               |
| 1979                                                | Bernard Hinault            | Silvano Contini             | Giovanni Battaglin            |
| 1980                                                | Alfons De Wolf             | Alfredo Chinetti            | Ludo Peeters                  |
| 1981                                                | Hennie Kuiper              | Moreno Argentin             | Alfredo Chinetti              |
| 1982                                                | Giuseppe Saronni           | Pascal Jules                | Francesco Moser               |
| 1983                                                | Sean Kelly                 | Greg LeMond                 | Adri van der Poel             |
| 1984                                                | Bernard Hinault            | Ludo Peeters                | Teun van Vliet                |
| 1985                                                | Sean Kelly                 | Adri van der Poel           | Charly Mottet                 |
| 1986                                                | Gianbattista Baronchelli   | Sean Kelly                  | Phil Anderson                 |
| 1987                                                | Moreno Argentin            | Eric Van Lancker            | Marc Madiot                   |
| 1988                                                | Charly Mottet              | Gianni Bugno                | Marino Lejarreta Arrizabalaga |
| 1989                                                | Tony Rominger              | Gilles Delion               | Luc Roosen                    |
| 1990                                                | Gilles Delion              | Pascal Richard              | Charly Mottet                 |
| 1991                                                | Sean Kelly                 | Martial Gayant              | Franco Ballerini              |
| 1992                                                | Tony Rominger              | Claudio Chiappucci          | Davide Cassani                |
| 1993                                                | Pascal Richard             | Giorgio Furlan              | Maximilian Sciandri           |
| 1994                                                | Vladislav Bóbrik           | Claudio Chiappucci          | Pascal Richard                |
| 1995                                                | Gianni Faresin             | Daniele Nardello            | Michele Bartoli               |
| 1996                                                | Andrea Tafi                | Fabian Jeker                | Axel Merckx                   |
| 1997                                                | Laurent Jalabert           | Paolo Lanfranchi            | Francesco Casagrande          |
| 1998                                                | Oscar Camenzind            | Michael Boogerd             | Felice Puttini                |
| 1999                                                | Mirko Celestino            | Danilo Di Luca              | Eddy Mazzoleni                |
| 2000                                                | Raimondas Rumšas           | Francesco Casagrande        | Niklas Axelsson               |
| 2001                                                | Danilo Di Luca             | Giuliano Figueras           | Michael Boogerd               |
| 2002                                                | Michele Bartoli            | Davide Rebellin             | Oscar Camenzind               |
| 2003                                                | Michele Bartoli            | Angelo Lopeboselli          | Dario Frigo                   |
| 2004                                                | Damiano Cunego             | Michael Boogerd             | Ivan Basso                    |
| 2005                                                | Paolo Bettini              | Gilberto Simoni             | Fränk Schleck                 |
| 2006                                                | Paolo Bettini              | Samuel Sánchez González     | Fabian Wegmann                |
| 2007                                                | Damiano Cunego             | Riccardo Riccò              | Samuel Sánchez González       |
| 2008                                                | Damiano Cunego             | Janez Brajkovič             | Rigoberto Urán                |
| 2009                                                | Philippe Gilbert           | Samuel Sánchez González     | Aleksandr Kólobnev            |
| 2010                                                | Philippe Gilbert           | Michele Scarponi            | Pablo Lastras García          |
| 2011                                                | Oliver Zaugg               | Daniel Martin               | Joaquim Rodríguez i Oliver    |
| 2012                                                | Joaquim Rodríguez i Oliver | Samuel Sánchez González     | Rigoberto Urán                |
| 2013                                                | Joaquim Rodríguez i Oliver | Alejandro Valverde Belmonte | Rafał Majka                   |
| 2014                                                | Daniel Martin              | Alejandro Valverde Belmonte | Rui Alberto Faria da Costa    |
| 2015                                                | Vincenzo Nibali            | Daniel Moreno Fernández     | Thibaut Pinot                 |
| 2016                                                | Esteban Chaves Rubio       | Diego Rosa                  | Rigoberto Urán                |
| 2017                                                | Vincenzo Nibali            | Julian Alaphilippe          | Gianni Moscon                 |
| 2018                                                | Thibaut Pinot              | Vincenzo Nibali             | Dylan Teuns                   |
| 2019                                                | Bauke Mollema              | Alejandro Valverde Belmonte | Egan Bernal Gómez             |
| 2020                                                | Jakob Fuglsang             | George Bennett              | Aleksandr Vlàssov             |
| 2021                                                | Tadej Pogačar              | Fausto Masnada              | Adam Yates                    |
| 2022                                                | Tadej Pogačar              | Enric Mas Nicolau           | Mikel Landa Meana             |
| 2023                                                | Tadej Pogačar              | Andrea Bagioli              | Primož Roglič                 |
| 2024                                                | Tadej Pogačar              | Remco Evenepoel             | Giulio Ciccone                |
| 2025                                                |                            |                             |                               |

## Estadístiques i rècords

### Per corredor
| #  | País                | Victòries |
| -- | ------------------- | --------- |
| 1. | Fausto Coppi        | 5         |
| 2. | Alfredo Binda       | 4         |
| 2. | Tadej Pogačar       | 4         |
| 3. | Henri Pélissier     | 3         |
| 3. | Costante Girardengo | 3         |
| 3. | Gaetano Belloni     | 3         |
| 3. | Gino Bartali        | 3         |
| 3. | Seán Kelly          | 3         |
| 3. | Damiano Cunego      | 3         |

### Per país
| Pos. | País          | Victòries | Darrer vencedor          |
| ---- | ------------- | --------- | ------------------------ |
| 1    | Itàlia        | 69        | Vincenzo Nibali (2017)   |
| 2    | Bèlgica       | 12        | Philippe Gilbert (2010)  |
| 3    | França        | 12        | Thibaut Pinot (2018)     |
| 4    | Suïssa        | 5         | Oliver Zaugg (2011)      |
| 5    | Irlanda       | 4         | Daniel Martin (2014)     |
| 5    | Països Baixos | 4         | Bauke Mollema (2019)     |
| 5    | Eslovènia     | 4         | Tadej Pogačar (2024)     |
| 8    | Catalunya     | 2         | Joaquim Rodríguez (2013) |
| 9    | Colòmbia      | 1         | Esteban Chaves (2016)    |
| 9    | Dinamarca     | 1         | Jakob Fuglsang (2020)    |
| 9    | Lituània      | 1         | Raimondas Rumšas (2000)  |
| 9    | Luxemburg     | 1         | François Faber (1908)    |
| 9    | Regne Unit    | 1         | Tom Simpson (1965)       |
| 9    | Rússia        | 1         | Vladislav Bóbrik (1994)  |